# Cyathostelma
Cyathostelma là chi thực vật có hoa trong họ Apocynaceae.